# Native Administration
Die Native Administration (engl. für Administration der Eingeborenen) bezeichnet eine Art der Politik und in dessen Folge dafür zuständige Verwaltungsstrukturen, die seit dem 19. Jahrhundert im südafrikanischen Natal und später in der Kapkolonie üblich waren. Sie kann als Ursprung der Rassentrennung von Schwarzen und Weißen und als Vorstufe der Apartheid betrachtet werden.

## Entstehung
Entwickelt wurde das Prinzip der Native Administration von Theophilus Shepstone, der von 1845 bis 1875 der verantwortliche Administrator der Bantu in Natal war. Er beschritt in seiner Politik, die im 20. Jahrhundert auch als Bantu Administration in die Geschichte einging, andere Wege als die Kapkolonie, welche bestrebt war, das tribale System zu brechen und aufzulösen. Shepstone hingegen wollte das traditionelle Hierarchiesystem der Bantu-Völker stärken. Dort wo es bereits zerstört war, sollte es wieder errichtet werden. Die eurozentrisch motivierte Zivilisierung der Bantu lag ihm fern. Die Stämme sollten an ihnen zugewiesenen Orten, für die jeweils ein Chief (Häuptling) oder ein Headman verantwortlich zeichnete, eine neue Heimat finden und ihr Stammesrecht (tribal laws) anerkannt werden. Diese Anführer sollten von einem weißen Administrator beraten werden, der die Macht des Anführers langsam in die Kolonialverwaltung integrierte. Durch die Zusammenarbeit mit den traditionellen Machtträgern der Bantu erhoffte sich Shepstone, die Auseinandersetzung zwischen den Zulu und der Kolonialbürokratie in Schranken halten zu können. 
Die Häuptlinge und Headmen sträubten sich tatsächlich selten gegen dieses System, da ihnen damit oft noch größere Machtbefugnisse zugestanden wurden, als sie traditionell hatten, wehrten sie sich trotzdem, weil sie beispielsweise nicht mit den Weißen kooperieren wollten, wurden sie durch andere Häuptlinge ersetzt. Damit war eine stabile Sozialordnung im Sinne der britischen Kolonialpolitik garantiert. Ihre Macht wurde den Häuptlingen jedoch Schritt für Schritt, beinahe unmerklich, entzogen. 1875 konnten sie beispielsweise nur noch über zivile Fälle ihrer Volksangehörigen entscheiden, nicht aber über wichtige Fälle. Dafür war nun das Oberste Gericht zuständig.
Mit der Entdeckung der Diamantvorkommen am Oranje und der Goldfelder in Transvaal erlebte die Kapkolonie eine massive Einwanderungswelle. Daraufhin änderten sich wirtschaftliche und demographische Grundbedingungen erheblich, in deren Folge sich das Verhältnis mit der einheimischen schwarzen Bevölkerung zunehmend konfliktgeladener gestaltete.
In der späteren Ciskei hatten sich weiße Farmer angesiedelt, die nun in Nachbarschaft mit der Xhosabevölkerung, überwiegend Ngqika- und Mfengu-Einwohner, lebten. Auf dem Gebiet der späteren Transkei blieb eine nennenswerte „weiße“ Einwanderung aus. Stattdessen siedelte man hier in einem kleinen Gebiet Bevölkerungsteile der Griquas an, die durch europäischstämmige Einwanderer andernorts vertrieben wurden. Kriegerische Auseinandersetzungen zwischen den Stämmen und den Kolonialtruppen führten in ihrer Folge zur gewaltsamen Unterdrückung der schwarzen Bevölkerung. Eine bedeutungsvolle Folge dieser komplexen Konfliktlagen war die Einsetzung von regionalen Eingeborenenverwaltungen (Chief Magistrates) in der Transkei, im Griqualand East und Thembuland. Daraus ergab sich das Erfordernis, dass die Kolonialbehörden 1877 ein Department of Native Affairs schufen, das als oberste Behörde für Eingeborenenangelegenheiten eine koordinierende Funktion mit wachsender Machtfülle übernahm.
In dem Zeitabschnitt britischer Kolonialpolitik bis etwa 1867 fallen Maßnahmen zur Gestaltung einer liberalen Gesellschaftspolitik, wobei die Sklaverei abgeschafft und ein gleiches Wahlrecht für „zivilisierte“ Schwarze eingeführt wurde. Durch die Entdeckung von Diamanten und Gold im Lande wandelte sich die Kolonialpolitik zu Gunsten stärker wirtschaftlich geprägter Interessen. Die Politik der Native Administration musste sich zwangsläufig dieser Tendenz anpassen und betrachtete die nichtweiße Bevölkerung zunehmend als zu erschließendes Arbeitskräftepotential.
Durch Landverteilungs- und nutzungskonflikte in urbanen und ländlichen Gebieten wandelte sich die Rolle der Bantubevölkerung schrittweise von einer vorwiegend am unteren Ende der Sozialstaffelung integrierten zu einer mehr und mehr ausgegrenzten Bevölkerungsmehrheit. Die schwarze Bevölkerung wurde über einen schleichenden Prozess von ihrem traditionellen Landbesitz enteignet. Die Entscheidung über die Nutzung verfügbaren Landes innerhalb der schwarzen Bevölkerung war eine traditionelle Aufgabe ihrer Stammesversammlungen und den ihnen vorstehenden Chiefs. Mit der zunehmenden Übernahme dieser Aufgaben durch die Verwaltungsstrukturen der Native Administration ging ein allmählicher Machtverlust der Chiefdoms einher. Aus diesem Prozess ging die entscheidende Stärkung der Native Administration als öffentliche Institution des Staatswesens hervor.

## Gebietsentwicklungen
Bis 1864 waren bereits 42 solcher Gebiete entstanden, die insgesamt eine Fläche von achttausend km² umfassten. Dazu kamen 21 Missions-Reservate mit einer Fläche von siebenhundert km². Die Umsiedlung in diese Reservate stellte die Verantwortlichen vor größere Probleme. 1851, dreizehn Jahre nach der Einführung der Reservatspolitik, lebten in Natal noch immer zwei Drittel aller Bantu außerhalb der Reservate. Dreißig Jahre später sah das Bild nicht viel anders aus. Das durch die Umsiedlungen freigewordene Land verkaufte die Regierung von Natal mit großem Gewinn an weiße Siedler.

## Vergleich zur Kapkolonie
Bis zu Beginn des 20. Jahrhunderts wählten die Regierungen in Natal und der Kapkolonie eine völlig konträre Völkerpolitik, welche durch unterschiedliche Voraussetzungen zu erklären ist. In Natal stellten die Bantu eine zahlenmäßig um einiges größere Übermacht als in der Kapkolonie. Dementsprechend entwickelte die weiße Minderheit in Natal ein starkes rassisches Bewusstsein. Dies führte zu einer Politik der Abgrenzung, statt zu einer Politik der Assimilation, wie sie in der Kapkolonie herrschte.

## Grundstein zur Apartheid
Durch die Zuweisung von speziellen, den Schwarzen vorbehaltenen Siedlungsgebieten in Natal, Reservate genannt, war der Grundstein für eine zunehmend getrennte Entwicklung von europäischstämmigen Einwanderern und anderen Bevölkerungsteilen gelegt. Obwohl die Bantu von den Weißen immer mehr separiert lebten, wurden aus ihren Kreisen die insbesondere für die Minenindustrie und den wachsenden Farmunternehmen dringend benötigten Arbeiter rekrutiert. In der Kapkolonie gab es nach 1895 diesbezügliche Versuche im Glen Grey Distrikt.
1910 schlossen sich die vier Republiken Natal, Kapkolonie, Freistaat und Transvaal zur Südafrikanischen Union zusammen. Die South African Native Commission sollte eine gemeinsame Indigenenpolitik entwickeln. So wurde 1927 mit dem Native Administration Act die in Natal herrschende Native Administration übernommen. Später vervollständigten weitere Gesetze das sich so zum Politikkonzept der Apartheid herausgebildete und 1994 konstitutionell-politisch überwundene sozioökonomische Gesellschaftsmodell von Südafrika.
Die Verwaltungsstrukturen des späteren Ministeriums Department of Native Affairs übernahm die Regierung Malan nach dem Wahlsieg der burischen Nasionale Party im Jahr 1948 und wandelte es als Department of Bantu Administration and Development in ein Hauptinstrument der Apartheidpolitik um.